# Miljenko Mumlek
Miljenko Mumlek (* 21. November 1972 in Varaždin) ist ein kroatischer Fußballspieler.

## Karriere
Mumlek begann seine Karriere bei NK Varteks in Kroatien. Lange Zeit war er der führende Spieler der Mannschaft. Mit seiner Form stieg auch die Form des ganzen Teams. Glanzvoll war sein Auftritt im Pokal der Pokalsieger, als er gegen Heerenveen die entscheidenden Tore schoss zum Erreichen des Viertelfinals. Durch sein können wurde auch Dinamo Zagreb Aufmerksam und verpflichtete ihn zur Saison 2001/02. Er konnte sich dort durch diverse Verletzungen jedoch nie richtig durchsetzten, verbrachte er doch 75 % seiner Zeit dort in ärztlicher Behandlung. So wechselte er zurück zu Varteks um wieder zu alter Form zu gelangen. Nachdem er sein Tief endlich überwunden hat und sich wieder beweisen konnte, wurde er beim belgischen Verein Standard Lüttich zum Gesprächsthema. Zur Saison 2002/03 wechselte er auch zu ebendiesem Verein. Als sein Vertrag im Jahre 2005 auslief, blieb er ohne Verein, hielt sich jedoch fit beim NK Varteks. Dieser wollte ihn auch wieder Verpflichten jedoch gab es da noch Restschulden vom Verein gegenüber dem Spieler, so entschied er sich in der Winterpause 2005/06 zum Konkurrenten NK Slaven Belupo zu wechseln.
Miljenko Mumlek absolvierte acht Länderspiele für die kroatische Fußballnationalmannschaft und schoss dabei ein Tor.